# Lista de fundos do Arquivo Nacional
A lista de fundos do Arquivo Nacional reúne os fundos sob a guarda do Arquivo Nacional. Vários dos documentos compilados foram nomeados Memória do Mundo, pela UNESCO, incluindo o Fundo Agência Nacional.